# 미나미코우치촌 (효고현)
미나미코우치촌(南河内村)은 효고현 다키군에 있던 촌이다. 현재의 단바사사야마시의 북서부에 해당한다.